# 김민형 (마술사)
김민형(1987년 9월 3일 ~)은 대한민국의 마술사, 가수다.

## 방송
- 매직 컨트롤 (2017~2018)
- 내일은 미스터트롯 (2020) - Top101
- 아침마당 (2021)
- 불타는 트롯맨 (2022) - Top100

## 공연
- 샌드아트와 퍼니매직쇼 (2017)
- 제12회 부산국제매직페스티벌 (2017)
- 월드 그레이티스트 매직쇼 (2018)
- 예능코믹매직쇼 송도마술사 - 인천 (2019)
- 데뷔 50년 만에 제일 큰 무대, 전유성의 쑈쑈쑈 (2019)
- 2020 트롯젠틀맨 전국투어콘서트 - 부산 (2020)
- 제16회 부산국제매직페스티벌 - 매직 갈라쇼 (2021)
- 제16회 부산국제매직페스티벌 - 국가대표쇼 (2021)
- 매직 챔피언 SHOW - 목포 (2022)